# Robert Desoille
Robert Desoille (Besançon, Francia, 29 de mayo de 1890; París, 10 de octubre, 1966) fue un ingeniero y terapeuta francés, fundador del método psicoterapéutico denominado sueño despierto dirigido (en francés, Rêve Éveillé Dirigé, R.E.D.).

## Datos biográficos
Hijo de militar, sus estudios fueron algo accidentados por los continuos cambios de guarnición de su padre. Obtuvo el título de ingeniero en Lille (École centrale de Lille-IDN). Poco tiempo después de finalizar los estudios, surge el conflicto bélico de 1914-1918 y es movilizado. Finalizada la guerra, decidió ejercer su profesión. La desempeñó hasta 1953, cuando se jubiló.
Sin embargo, realmente su verdadera pasión radicó en la investigación psicológica y la desarrolló paralelamente durante su vida laboral y de manera exclusiva a partir de jubilarse. Mantuvo su actividad psicoterapéutica y de enseñanza de su método hasta los 76 años, en que inesperadamente falleció.
Toda esta actividad la hizo desde la gratuidad; nunca cobró ni a quienes se sometían a su tratamiento ni a quienes deseaban aprenderlo. Inmerso en sus búsquedas, no se preocupó de titularse en medicina; se dio la inusual situación, al impartir sus enseñanzas, que el maestro no tenía titulación, y sus alumnos sí.

## Obra

### Antecedentes
Según informa en su primer libro, su interés por los temas psicológicos y el proceso de maduración hasta llegar a elaborar su método se iniciaron en la niñez. Describe ciertas experiencias de aquellos primeros años que lo llevaron a interesarse por las cuestiones de transmisión y lectura de pensamiento. También informa que los estudios de ingeniería apenas le dejaron tiempo para dedicarlo a la psicología y que, luego de recibirse a la edad de veinticuatro años, decidió estudiar en forma metódica aquélla antigua cuestión. Sin embargo, tuvo que abandonarlo enseguida al comenzar la Primera Guerra Mundial. En relación con la cual, es interesante comentar que en este libro describe algunos sueños premonitorios que tuvo.

### Desarrollo de su técnica
También explica en esta obra que en 1923, para el desarrollo de su técnica, fue fundamental el encuentro con Eugène Caslant y con el método que éste usaba; con él estuvo dos años practicando. Después, ya independientemente, reelaboró ése método en profundidad para adaptarlo, fundamentalmente, a la metodología de Sigmund Freud y de Pierre Janet, ya que Caslant 'era un ocultista convencido (p. 23)' e ignoraba los principios de aplicación del uso de la técnica del soñar despierto y del psicoanálisis. Su larga experiencia atendiendo, casi a diario, a personas de todas las clases sociales, cosa que a su vez le permitió realizar valiosas observaciones, lo llevan a publicar, en 1938, su Exploración de la afectividad subconsciente por el Método del Sueño Despierto, donde sienta las bases de su método, al cual denomina Sueño Despierto; más adelante añadiría el término Dirigido.

### Libros publicados
Llegó a publicar cuatro libros más, todos ellos directamente relacionados con su método.
Ya jubilado, funda con sus más aventajados discípulos una escuela donde se explican sus ideas y los aspectos técnicos y teóricos de su método. Impartió cursos y conferencias en lugares diversos de Francia, Inglaterra y Portugal.

## Principios teóricos de su método
Sus posiciones teóricas variaron en el transcurso de los años; en su primera obra, Exploración de la afectividad subconsciente por el método del Sueño Despierto, los principios teóricos de su técnica están orientados, principalmente, hacia Freud y Janet, aunque ya hace referencia al inconsciente colectivo de Carl Gustav Jung. Con su siguiente libro, publicado en 1945, Le rêve éveillé en psychothérapie (El sueño despierto en psicoterapia),centra tales principios, en las tesis de Jung. Y en 1955, con Introduction a une psychothérapie rationnelle, están dirigidos hacia Ivan Pavlov, tratando de forjar un modelo fisiológico del funcionamiento de lo imaginario.
Independientemente de los principios teóricos que en cada momento haya dado a su técnica, exceptuando los perfeccionamientos técnicos, la utilización del método siempre ha sido la misma: lo imaginario para acceder a lo inconsciente. Por ello, la ejercitación en esta técnica sirve para que el individuo llegue a conocerse mejor y para que pueda alcanzar a realizar lo mejor de sí mismo. Es decir, conseguir, a través de lo imaginario, la sublimación de los conflictos psicológicos.

### Procedimientos para la aplicación del método
La persona, cómodamente tendida sobre un sofá, se pone en estado de relajación y cierra los ojos para crear un escenario imaginario en donde es el héroe principal o incluso el único. El terapeuta interviene a veces para definir, con precisión, una parte del espacio imaginario o una bifurcación posible de la historia o guion.
Otra fase de este trabajo consiste - según la práctica del propio Desoille-, en proponer al sujeto que redacte un informe escrito de las vivencias tenidas en la sesión. Después este escrito servirá de soporte para explorar, en un diálogo directo, el significado de lo recogido en él.
En el niño, el protocolo es modificado en el sentido del diseño, los ojos abiertos, sentado ante una mesa elabora el <<comic>> del escenario o historia que él imagina.

## El sueño despierto en el presente
Se distinguen hoy dos corrientes de investigación:
- Algunos de sus sucesores se definen hoy como <<analistas>> y entienden su práctica según los ejes freudianos, freudo-lacanianos o junguianos.
- Otros, más fieles al espíritu original del método de Desoille, integran su práctica en la corriente existencial-humanista y en su enfoque integrador.